# Organización territorial de Siria

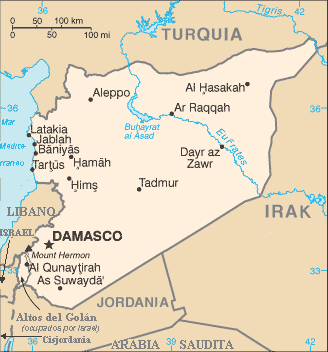
Mapa de Siria

Siria se divide en catorce gobernaciones, o muhafazat (singular: muhafazah). La gobernación está dividida en sesenta distritos, o manatiq (sing. mintaqah), que también es dividido en subdistritos, o nawahi (sing. nahiya). El nawahi contiene pueblos, que son las unidades administrativas más pequeñas.
Un gobernador, cuyo ministro de asuntos interiores propone al nombramiento, aprobado por el gabinete, y anunciado según el decreto ejecutivo, encabeza sobre cada gobernante.
El gobernador es responsable de la administración, la salud, servicios sociales, educación, turismo, trabajos públicos, transporte, el comercio doméstico, la agricultura, la industria, la defensa civil, y el mantenimiento de orden público en la provincia.
El ministro de administración local trabaja estrechamente con cada gobernador para coordinar y supervisar proyectos de desarrollo locales.
Un consejo provincial ayuda al gobernador, tres trimestres de cuyos miembros corrientemente son elegidos para un término de cuatro años, el resto siendo designado por el ministro de asuntos interiores y el gobernador.
Además, cada consejo tiene un brazo ejecutivo que consiste en seis a diez oficiales designados por el gobierno central entre los miembros elegidos del consejo. Cada director ejecutivo es acusado de funciones específicas.
Los distritos y subdistritos son administrados por funcionarios designados por el gobernador, sujeto a la aprobación del ministro de asuntos interiores. Estos funcionarios trabajan con administraciones de distrito elegidas para asistir a necesidades variadas locales y servir como intermediarios entre la autoridad central de gobierno y líderes tradicionales locales, como jefes de pueblo, líderes de clan, y los consejos de mayores.

## Gobernaciones
| Damasco Campiña de Damasco Quneitra Dar'a Sueida Homs Tartus Latakia Hama Idlib Alepo Ar-Raqqa Deir ez-Zor Hasaka |

| Nombre                         | Superficie (km²) | Población (2010) | Densidad (habitante/km²) | Nº distritos     | Capital     | Paisaje | Ubicación en Siria |
| ------------------------------ | ---------------- | ---------------- | ------------------------ | ---------------- | ----------- | ------- | ------------------ |
| Dar'a (مُحافظة درعا)            | 3.730            | 992.000          | 265,95                   | 3                | Daraa       |         |                    |
| Deir ez-Zor (مُحافظة دير الزور) | 33.060           | 1.200.500        | 36,31                    | 3                | Deir ez-Zor |         |                    |
| Alepo (مُحافظة حلب)             | 18.500           | 3.234.564        | 174,84                   | 10               | Alepo       |         |                    |
| Hama (مُحافظة حماه)             | 8.883            | 2.125.856        | 240,20                   | 5                | Hama        |         |                    |
| Hasaka (مُحافظة الحسكة)         | 23.334           | 1.272.702        | 55,33                    | 4                | Hasaka      |         |                    |
| Homs (مُحافظة حمص)              | 42.223           | 1.762.500        | 41,74                    | 6                | Homs        |         |                    |
| Idlib (مُحافظة ادلب)            | 6.097            | 2.100.749        | 344,55                   | 5                | Idlib       |         |                    |
| Quneitra (قنيطرة الخراب)       | 1.861            | 81.000           | 67,44                    | 2                | Quneitra    |         |                    |
| Latakia (مُحافظة اللاذقية)      | 2.297            | 1.278.486        | 556,58                   | 4                | Latakia     |         |                    |
| Ar-Raqqa (مُحافظة الرقة)        | 19.616           | 919.000          | 46,84                    | 3                | Raqqa       |         |                    |
| Rif Damasco (مُحافظة ريف دمشق)  | 18.032           | 2.831.738        | 160,40                   | 9                | Damasco     |         |                    |
| Sueida (مُحافظة السويداء)       | 5.550            | 364.000          | 65,58                    | 3                | As-Suwayda  |         |                    |
| Damasco (مُحافظة دمشق)          | 1.599            | 2.211.042        | 18273,07                 | Distrito federal | Damasco     |         |                    |
| Tartus (مُحافظة طرطوس)          | 1.892            | 750.000          | 422,83                   | 5                | Tartus      |         |                    |

## Distritos
| Hasaka Deir ez-Zor Ar-Raqqa Alepo Idlib Latakia Tartus | Hama Homs Damasco Sueida Dar'a Quneitra |

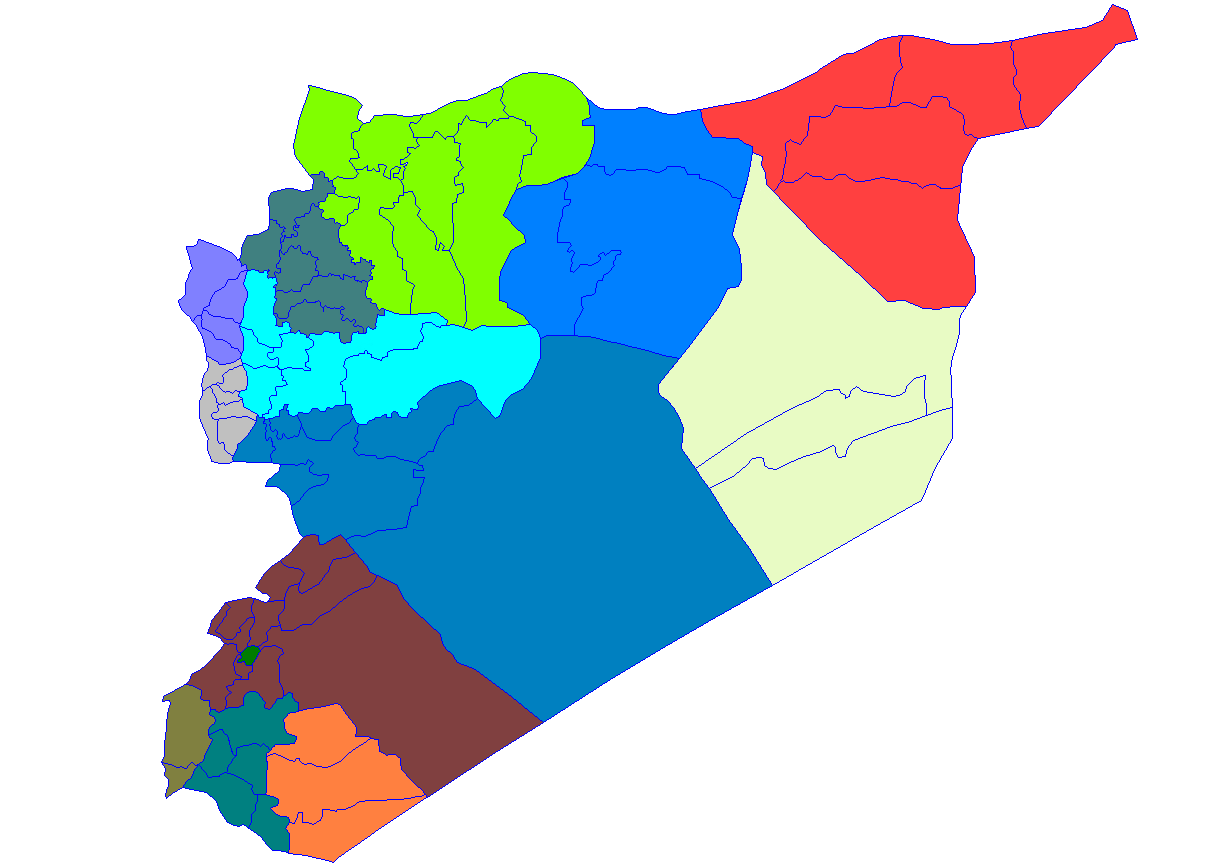
Gobernaciones y distritos de Siria
Hasaka
Deir ez-Zor
Ar-Raqqa
Alepo
Idlib
Latakia
Tartus
Hama
Homs
Damasco
Sueida
Dar'a
Quneitra

Las 14 Gobernaciones de Siria están divididas en 64 distritos o manatiq (en singular: mintaqah), incluyendo la ciudad de Damasco. Los distritos se subdividen de nuevo en 206 subdistritos o nawahi (en singular: nahiya). El distrito lleva el mismo nombre que la capital de ese distrito.
Nótese que la zona de la Gobernación de Quneitra se encuentran bajo control israelí desde 1967 (véase Altos del Golán).
| - Distrito de Hasaka - Distrito de Qamishli - Distrito de Al-Mālikiya - Distrito de Ras al-Ayn - Distrito del Monte Simeon - Distrito de Afrin - Distrito de Azaz - Distrito de Al-Safirah - Distrito de Al-Bab - Distrito de Manbij - Distrito de Jarabulus - Distrito de Ayn Al-Arab - Distrito de Atarib - Distrito de Dayr-Hafir - Distrito de Ar-Raqqah - Distrito de Al-Thawrah - Distrito de Tal Abyad - Distrito de Sueida - Distrito de Salkhad - Distrito de Shahba - Distrito de Al Sanamein - Distrito de Daraa - Distrito de Izra - Distroto de Abu Kamal - Distrito de Mayadin - Distrito de Deir ez-Zor - Distrito de Al-Suqaylabiyah - Distrito de Hama - Distrito de Masyaf - Distrito de Muhardeh - Distrito de Salamíe | - Distrito de Al-Mukharram - Distrito de Al Quseir - Distrito de Ar-Rastan - Distrito de Homs - Distrito de Palmyra - Distrito de Talkalakh - Distrito de Ariha - Distrito de Harem - Distrito de Idlib - Distrito de Yisr al-Shugur - Distrito de Maarat an-Numan - Distrito de Al-Haffah - Distrito de Jableh - Distrito de Latakia - Distrito de Qardaha - Distrito de Fiq - Distrito de Quneitra - Distrito de Al-Qutayfah - Distrito de Al-Nabk - Distrito de Al-Tall - Distrito de Darayya - Distrito de Markaz Rif Dimashq - Distrito de Duma - Distrito de Qatana - Distrito de Qudsaya - Distrito de Yabrud - Distrito de Zabadani - Damasco - Distrito de Ash-Shaykh Badr - Distrito de Baniyas - Distrito de Dreikiche - Distrito de Safita - Distrito de Tartus |